# Tour de Suisse 1941
Die 8. Tour de Suisse fand am 23. und 24. August 1941 statt. Wegen des Zweiten Weltkriegs wurden lediglich drei Etappen über eine Distanz von 606,7 Kilometern ausgetragen, die kürzeste Tour de Suisse der Geschichte. Bis auf einen italienischen Fahrer waren nur Schweizer am Start, Sonderwertungen fielen aus.
Gesamtsieger wurde der Schweizer Josef Wagner. Die Rundfahrt startete in Zürich mit 44 Fahrern, von denen 29 Fahrer in Bern ins Ziel kamen. Nach 606 Kilometern herrschte zwischen Wagner und Werner Buchwalder Zeitgleichheit, weshalb ein Bahnspurt über den Sieg entscheiden sollte. Wegen Regens und einbrechender Dunkelheit wurde der Entscheidungslauf von der Offenen Rennbahn Oerlikon ins Hallenstadion verlegt, wo Wagner sich den Sieg sicherte.

## Etappen
| Etappe    | Tag        | Start – Ziel      | km    | Etappensieger     | Gesamtwertung     |
| --------- | ---------- | ----------------- | ----- | ----------------- | ----------------- |
| 1. Etappe | 23. August | Zürich – Lausanne | 300   | Werner Buchwalder | Werner Buchwalder |
| 2. Etappe | 24. August | Lausanne – Bern   | 118,1 | Ferdy Kübler      | Josef Wagner      |
| 3. Etappe | 24. August | Bern – Zürich     | 188,6 | Robert Zimmermann | Josef Wagner      |